# Vor (criminalità)
Vor (let. "ladro") è un titolo di rispetto in voga presso la mafia russa usato per indicare i capi delle varie famiglie criminali.
In passato era un titolo generico con cui ci si riferiva ai membri della organitsaya ed era in uso una versione allungata: vor v zakonye (let. "ladro nella legge"), ancora in uso ma sostituita dal titolo Vor.
Il vor è il capo supremo dell'organizzazione criminale, ed è differente da quelli che in passato venivano definiti ladri nella legge, poiché questi erano si delle figure importanti all'interno di essa, ma ricoprivano comunque un ruolo minore delimitato ad azioni specifiche (rapine, omicidi, traffico di droga).